# Dương Thanh Bình
Dương Thanh Bình (sinh ngày 8 tháng 8 năm 1961) là một chính khách Việt Nam. Ông hiện giữ chức vụ Ủy viên Ủy ban Thường vụ Quốc hội Việt Nam khóa XV, Trưởng Ban Dân nguyện Quốc hội Việt Nam khóa XV, Ủy viên Ủy ban Tài chính, Ngân sách của Quốc hội. Trong Đảng Cộng sản Việt Nam, ông hiện là Ủy viên Trung ương Đảng khóa XIII, Ủy viên Đảng đoàn Quốc hội.

## Thân thế và sự nghiệp
Ông sinh ngày 8 tháng 8 năm 1961, quê quán xã Hồ Thị Kỷ, huyện Thới Bình, tỉnh Cà Mau.
Ông tham gia cách mạng từ năm 1977, được kết nạp vào Đảng Cộng sản Việt Nam ngày 1 tháng 1 năm 1981.
Ông có bằng Cử nhân chính trị, Cử nhân kinh tế .
Ngày 29 tháng 9 năm 2010, tại Đại hội Đảng bộ tỉnh Cà Mau lần thứ XIV, nhiệm kỳ 2010-2015, ông được bầu giữ chức Bí thư Tỉnh ủy Cà Mau. Trước đó, ông từng đảm nhận các chức vụ như Phó, Trưởng ban Tổ chức Tỉnh ủy Cà Mau, Bí thư Huyện ủy Trần Văn Thời, Phó Bí thư Thường trực Tỉnh ủy Cà Mau.
Ngày 18 tháng 1 năm 2011, ông được bầu làm ủy viên Ban Chấp hành Trung ương Đảng Cộng sản Việt Nam khóa 11.
Ngày 24 tháng 9 năm 2015, tại Đại hội Đảng bộ tỉnh Cà Mau lần thứ XV, nhiệm kỳ 2015-2020 ông tái đắc cử chức Bí thư Tỉnh ủy Cà Mau.
Ngày 26 tháng 1 năm 2016, ông tiếp tục được bầu làm ủy viên Ban Chấp hành Trung ương Đảng Cộng sản Việt Nam khóa 12.
Ngày 22 tháng 5 năm 2016, ông trúng cử Đại biểu Quốc hội Việt Nam khóa 14 tại đơn vị bầu cử số 1 tỉnh Cà Mau gồm thành phố Cà Mau và các huyện Thới Bình, U Minh. Ông giành được 278.771 phiếu đạt tỉ lệ 78,90% số phiếu hợp lệ.
Sau đó, ông được các đại biểu Quốc hội tỉnh Cà Mau bầu làm Trưởng đoàn Đại biểu Quốc hội Việt Nam khóa 14 tỉnh Cà Mau.
Ông được sắp xếp làm Ủy viên Ủy ban Tài chính Ngân sách của Quốc hội khóa 14.
Ngày 11 tháng 6 năm 2020, Phó chủ tịch thường trực Quốc hội Tòng Thị Phóng thay mặt Ủy ban Thường vụ Quốc hội giới thiệu ông Dương Thanh Bình để Quốc hội bầu làm Ủy viên Ủy ban Thường vụ Quốc hội thay bà Nguyễn Thanh Hải, nguyên trưởng Ban Dân nguyện.
Sáng ngày 12 tháng 6 năm 2020, ông được Quốc hội Việt Nam khóa 14 bỏ phiếu kín bầu bổ sung làm ủy viên Ủy ban thường vụ Quốc hội, cụ thể có 451 trong tổng số 453 đại biểu có mặt tán thành.
Ngày 15 tháng 6 năm 2020, thay mặt Ủy ban thường vụ Quốc hội khóa 14, Chủ tịch Quốc hội Nguyễn Thị Kim Ngân kí Nghị quyết số 962 /NQ-UBTVQH14 bổ nhiệm ông Dương Thanh Bình làm Trưởng Ban Dân nguyện Quốc hội khóa 14. Nghị quyết có hiệu lực kể từ ngày kí. Nghị quyết này căn cứ trên đề nghị của Trưởng Ban Công tác đại biểu Trần Văn Túy tại Tờ trình số 372/TTr-BCTĐB ngày 12 tháng 6 năm 2020 về việc bổ nhiệm Trưởng Ban Dân nguyện.
Ngày 30/1/2021, tại Đại hội đại biểu toàn quốc lần thứ XIII của Đảng, ông được bầu là Ủy viên Trung ương Đảng khóa XIII, nhiệm kỳ 2021-2026.